# Ashley Moody
Ashley Brooke Moody (* 28. března 1975 Plant City, Florida) je americká právnička a politička za Republikánskou stranu. Od ledna 2025 je senátorkou USA za stát Florida.
V letech 1993 až 1998 byla členkou Demokratické strany. V mládí studovala na Floridské univerzitě a později také na vysokých školách Stetson University College of Law, University of Florida Levin College of Law. V letech 2007 až 2017 působila jako floridská soudkyně a v letech 2019 až 2025 byla floridskou státní prokurátorkou. V lednu 2025 ji jmenoval guvernér Ron DeSantis americkou senátorkou poté, co na funkci musel rezignovat nový ministr zahraničí Marco Rubio. Po Paule Hawkins se stala druhou senátorkou reprezentující stát Florida.  
Je podporovatelkou prezidenta Donalda Trumpa a typickou političkou Republikánské strany. Jako státní prokurátorka Floridy se postavila proti rozšíření volebního práva na odsouzené zločince, pro zrušení Obamacare nebo proti legalizaci marihuany. Po volbách v roce 2020 podporovala snahy Donalda Trumpa o zneplatnění těchto voleb. 
Je vdaná a má dvě děti.